# Calcot (Gloucestershire)
Calcot – przysiółek w Anglii, w Gloucestershire. Calcot jest wspomniana w Domesday Book (1086) jako Caldecot.